# Rice County (Kansas)
Rice County is een county in de Amerikaanse staat Kansas.
De county heeft een landoppervlakte van 1.882 km² en telt 10.761 inwoners (volkstelling 2000). De hoofdplaats is Lyons.